# ピエール・アンドレ・ド・シュフラン
ピエール・アンドレ・ド・シュフラン・ド・サン・トロペ（仏: Pierre André de Suffren de Saint Tropez, 1729年7月17日 - 1788年12月8日）は、18世紀フランスの提督、伯爵。
プロヴァンスの貴族サン・トロペ侯爵の三男として、現在のブーシュ＝デュ＝ローヌ県エクス＝アン＝プロヴァンス近郊のサン＝カナ（Saint-Cannat）の館で生まれた。シュフランは18世紀後半のインド洋において、既に支配を確立していたイギリスのサー・エドワード・ヒューズ海軍中将との海上覇権をめぐる激しい戦いを優勢に展開して、イギリス海軍を恐れさせたことで知られている。

## 初期の経歴
フランス南部の貴族の若い子弟にとっては、聖職に就くことを除いて、フランス海軍に入隊するかマルタ騎士団に加入することが当然の進路であった（シュフランも騎士団でBailli de Suffrenの称号を得ている。）。マルタ騎士団と旧フランス王国海軍との関係は緊密で、シュフランは、両親の意向によって双方ともに所属することになった。1743年10月、閉鎖的で貴族的な海軍士官の世界に士官候補生（garde de la marine）として加わり、1744年のトゥーロンの海戦に加わることになる戦列艦「ソリッド（Solide）」に乗り込んだ。その後、M・マスネマラの戦隊の「ポーリーヌ（Pauline）」で西インド諸島に向かった。
1746年に、ケープ・ブレトン島の奪還を目指したダンヴィル公爵の侵攻作戦に加わったが、その無謀な行動は難破と疫病のために失敗した。翌1747年に、ビスケー湾でフランス船団の護送中にイギリス海軍のホーク提督の捕虜になった。伝記作者キュナ（Cunat）は、そのときにシュフランはイギリス海軍の不遜なまでの積極性を知ったと伝えている。1748年に講和が成った後に、マルタ騎士団のガレー船による航海（「キャラバン」と呼ばれるもの）に参加するためにマルタに赴いた。これはかつて騎士団が巡礼を護衛してサン＝ジャン＝ダクル（Saint-Jean-d'Acre、アッコ）からエルサレムへ行ったことを再現したものであった。シュフランの時代には、この航海はほとんどの場合ギリシャの島々を巡る平和的な旅行に過ぎなかったが、北アフリカの狡猾なバーバリ諸国の海賊行為を抑制する目的を兼ねていた。

## 七年戦争とその後

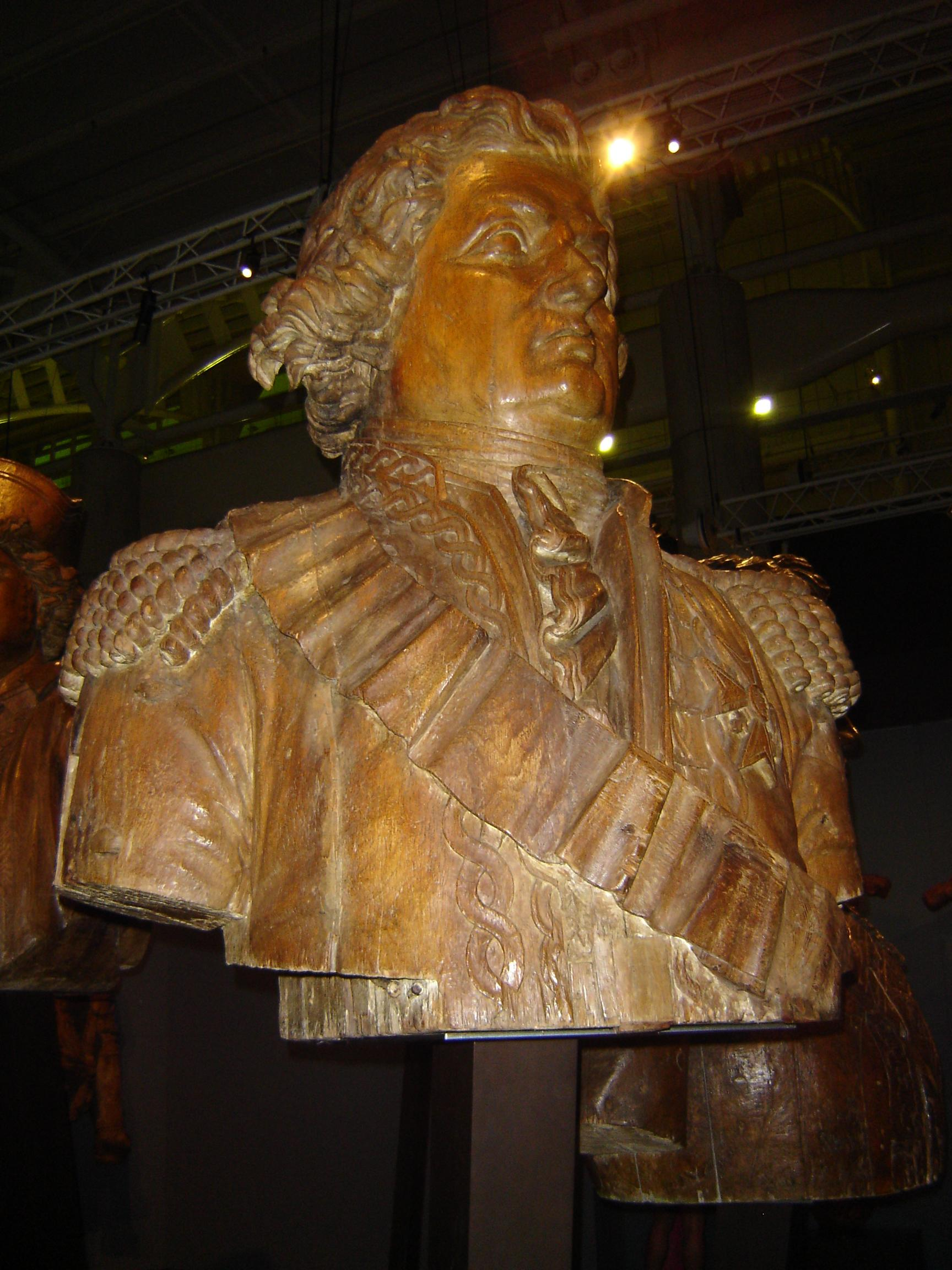
19世紀のフランス軍艦に飾られていたシュフランの像

七年戦争の間、シュフランは幸運にも軍艦「オルフェ」の士官としてイギリスのジョン・ビング提督との戦いに参加することが出来た。この海戦は戦術的には互角の損害であったが、少なくともフランスの敗北ではなく、戦略的にはメノルカ島のイギリス要塞の降伏をもたらした。しかし、1759年のラゴスの海戦において、シュフランは乗艦の「オセアン」とともにエドワード・ボスコーエンの捕虜になった。1763年に7年戦争が終結するとシュフランは再び騎士団のキャラバンに参加し、より高位で有利な地位を得ようと考えた。しかし、ジーベック「カメレオン（Caméléon）」の指揮を任され、バーバリ海賊に対抗するための巡航を行うことになった。
1767年から1771年にかけて、自らのキャラバンを実行して、騎士団において騎士から指揮官の位に昇進した。その時からアメリカ独立戦争の開始まで、フランス政府がその士官に実地体験を与える目的で設置した新造の戦隊で艦を指揮した。船を操る彼の気力と能力は、上官たちから大きな賞賛をうけた。シュフランは18世紀フランス海軍の最高の指揮官と呼ばれている。

## 対英作戦（1770年代 - 1780年代）
1778年と1779年に、シュフランはアジア・アメリカ方面海軍中将（Vice-Amiral ès Mers d'Asie et d'Amerique）デスタン提督の下で戦隊の一部を構成し、北アメリカ沿岸および西インド諸島の作戦に従事した。彼は自ら戦隊を率いて、イギリスのジョン・バイロン提督とグレナダ沖で交戦した（グレナダの海戦）。その戦いでシュフランの艦「ファンタスク（Fantasque）」（64門）は62名を失った。彼のデスタン提督への手紙は、彼がデスタン提督の煮え切らない戦い方に強い不満を持っていたことを教えてくれる。
1780年に、軍艦「ゼール（Zèle）」の艦長だったシュフランは、フランス・スペイン連合艦隊の一員として、大西洋で大きなイギリスの輸送船団を捕獲した。上司に対する率直さは、デスタンの意見書においてシュフランに不利に働くことはなかった。
シュフランが5隻の戦列艦からなる戦隊を指揮して、フランスとスペインに味方したオランダを助け、予測されるイギリスの攻撃から喜望峰を守り、その後東インドに進出する任務に抜擢されたのは、デスタン提督の助言によるところが大きかったと言われている。

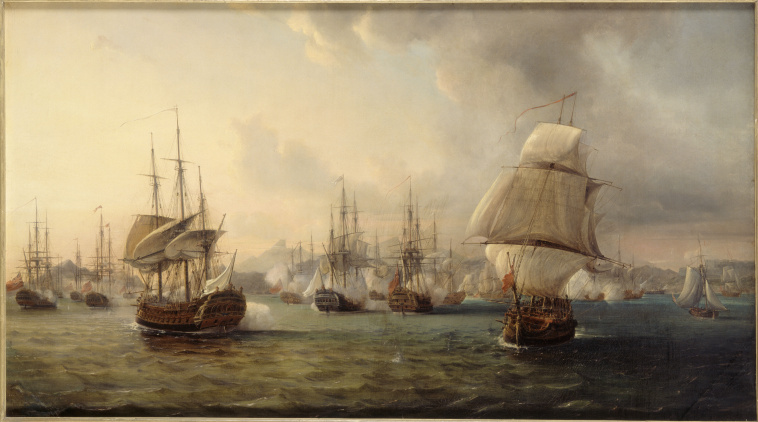
ポルト・プラヤの海戦

3月22日、シュフランはブレストから、フランスの提督の中で彼に特異な地位を与えることになる航海に出帆した。それはまた、海上での指揮官として第一級の存在とするものでもあった。シュフランの生来の特質は、有能であることよりもむしろ熱血漢であることにあった。直近の2つの戦争で彼の国の海軍に降りかかった災厄は、シュフランも知っていたように、不適切な管理と臆病な指揮に起因するものであり、彼はその名誉を取り戻したいという熱烈な願望を抱いていた。シュフランは経験からだけでなくその気性から、同僚たちのやり方 - フランス海軍は、イギリスの船を奪うことよりも自らの船の保全を第一に考えていた - に我慢がならなかった。シュフランは、フランスの勢力を元に戻すことは無理としても、成功を積み重ねることによって自国が名誉ある講和を実現できることを希望していた。1781年4月16日、ポルトガル領カーボベルデ諸島のポルト・プラヤの錨泊地で、彼は喜望峰へ向かうジョージ・ジョンストン代将（一般には「総督」として知られる）率いるイギリス艦隊を発見した。
ラゴスの海戦のとき、ボスコーエンがポルトガルの中立をいささかも尊重しなかったことを覚えていたシュフランは、直ちに攻撃を開始した。このポルト・プラヤの海戦では、シュフランは他からの支援を得られない状況で、自らの損害と同等の傷を相手に負わせ、イギリスに対して、彼らがそれまでに知っていたフランス提督とは大いに異なるタイプの軍人を相手にせざるを得なくなったことを知らしめた。彼は喜望峰まで追撃して、ジョンストンによる占領を阻止すると、フランスが保持していたイル・ド・フランス（モーリシャス）へと進出した。シュフランの上官であるＭ・ドルヴは指揮下の11隻の戦列艦からなる連合戦隊でベンガル湾へ赴く途中で死亡した。

### ヒューズ提督との戦い
シュフランがイギリス海軍のサー・エドワード・ヒューズ提督（1720年? - 1794年）との間で繰り広げた一連の戦いは、その交戦の数と激しさで名高い。1782年には4回の海戦が行われた。2月17日のサドラスの海戦（マドラスの南）、4月12日のプロヴィディーンの海戦（トリンコマリー付近）、7月6日のネガパタムの海戦（カッダロール沖）、そして9月3日にトリンコマリー港近くで行われたトリンコマリーの海戦である。ネガパタムの海戦の後ではトリンコマリーの停泊地を包囲し、小規模なイギリス駐屯部隊を降伏に追い込んでいる。これらのいずれの戦闘においても、シュフランはヒューズによって1艦たりとも失うことなく、また捕獲もされなかった。シュフランはあらゆる場合に旺盛な意欲をもって攻撃を仕掛けた。もし部下の艦長の一部が彼の命令に従わないということがなかったら、彼は疑う余地なく、異なった形の勝利を得たことだろう。とにもかくにも彼は艦の補修を行う港の援助なしで戦隊戦力を維持し、また自力でトリンコマリーの泊地を確保したのである。

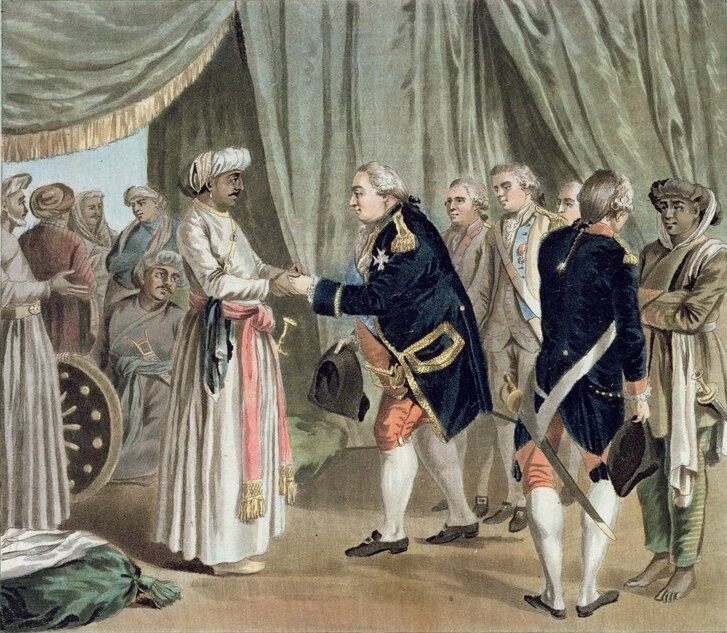
ハイダル・アリーと面会するシュフラン（1782年7月26日）

シュフランの活動は、イギリスの東インド会社と戦っていたマイソール王国のハイダル・アリーを勇気づけた。シュフランは、自分の本来の目的はエドワード・ヒューズの戦隊を無力化することにあるとして、ビュシーの指揮下に出動する軍隊の護送のためにイル・ド・フランスに戻ることを拒否した。北東のモンスーンの時期には、彼はイル・ド・フランスに戻らずにスマトラ島のマレー港で補修を行い、1783年の南西のモンスーンの時期に帰還した。ハイダル・アリーは死んでしまったが、彼の息子ティプー・スルターンはまだ東インド会社との戦いを続けていた。ビュシーの軍隊が上陸したが、その後の作戦遂行は緩慢であり、シュフランの行動は大きく妨げられる結果となった。そうした状況下、彼はヒューズとの最後の戦いを行った。1783年4月20日に行われたこのカッダロールの海戦は、15隻の船で18隻に立ち向かったもので、イギリスの提督をして、カッダロールを包囲中の陸軍を極めて危険な状態に置き去りにしたままマドラスに引き上げさせた。そこにヨーロッパで講和が成ったというニュースが到着し、戦いは終了した。そしてシュフランはフランスに帰国することになった。

## 成果
シュフランは、部下の艦長たちの一部の忠誠と助力の不足によって行動の大部分を阻害された。自身の気性の激しさは時々、我を忘れさせることもあった。それでも疲れを知らない活力と、豊かな資質、それに海の戦いでの成功は敵を破ることによってのみ得られるという事実の完全な理解があった。これはシュフランを侮れないというにとどまらず、相手にとって恐るべき敵とした。シュフランの成し遂げたことは、当時のフランス海軍の指揮官の行ったこととは正反対のものであった。フランス軍の方針では、海軍の活動は陸軍の活動に従属するものであったが、シュフランは、母国から遠い海外で行われる戦争では、まず海を制した者が地上戦の支援にも大きな利点を得るということを理解していた。
この一連の戦闘におけるフランス軍の積極性と初期の成功は、イギリスの最高司令部が、カナダで編成中の陸上部隊を伴った艦隊の目的地を、アメリカの植民地からインドの反乱に変更する原因となり、結果として、アメリカ植民地軍の目覚しい勝利に結びついた。シュフランの航海は、世界史の出来事の中でも最も重要な戦闘の一つであった。

## 突然の死
シュフランは帰路の途中で補給のため喜望峰に立ち寄ったが、やはり同様に帰国する船が数隻寄港し、その艦長たちが彼を待っていた。シュフランは手紙の中で、彼らからの賞賛が他のどの賛辞にも増してうれしいと語っている。フランスでも熱狂的に迎えられた。1781年、皆の賛成のもとに、ドービニー伯爵の後任としてフランス海軍中将の任に就いた。また、不在中にマルタ騎士団での地位もバイイ（bailli）まで進められていた。シュフランの死は全く突然のものだった。その時、シュフランはブレストに集められた艦隊の指揮を執ろうとしていた。公式の死因は脳卒中とされたが、彼が非常に肥満した男であったため疑われることはなかった。しかし、死後何年もたってから彼の従者がフランス海軍の記録官M・ジャルに語った真相は、ド・ミレポワ王子との決闘で死んだというものだった。その使用人によれば、決闘の理由は、王子の不正行為により海軍を追放された2人の縁戚を復帰させるために影響力を行使することを、シュフランが非常に強い言葉で拒絶したためであるという。